# باتريك ريد
باتريك ريد (بالإنجليزية: Patrick Reed)‏ هو لاعب غولف أمريكي، ولد في 15 فبراير 1980 في سان أنطونيو في الولايات المتحدة.

## وصلات خارجية
- الموقع الرسمي
- باتريك ريد على موقع رابطة لاعبي الغولف المحترفين (الإنجليزية)
- باتريك ريد على موقع رابطة أوروبا للاعبي الغولف المحترفين (الإنجليزية)
- باتريك ريد على موقع التصنيف العالمي الرسمي للغولف (الإنجليزية)
- باتريك ريد على موقع اللجنة الأولمبية الدولية (الإنجليزية)
- باتريك ريد على موقع أوليمبيديا (الإنجليزية)